# Polystratorictus fusarioideus
Polystratorictus fusarioideus är en svampart som beskrevs av Matsush. 1993. Polystratorictus fusarioideus ingår i släktet Polystratorictus, divisionen sporsäcksvampar och riket svampar.   Inga underarter finns listade i Catalogue of Life.